# 加藤シヅエ
加藤 シヅエ（かとう シヅエ、旧姓：広田静枝、1897年〈明治30年〉3月2日 - 2001年〈平成13年〉12月22日）は、日本の政治家。元華族。婦人解放運動家・産児制限活動家。称号は東京都名誉都民。位階は従三位。

## 生い立ち
1897年（明治30年）3月2日、東京府東京市本郷区西片町（現・東京都文京区西片）に生まれる。父の廣田理太郎は、英語に堪能で、イギリスやアメリカと手広く貿易を行う実業家であり、廣田家は非常に裕福な家庭であった。母の敏子（鶴見良憲長女）もカナダのミッションスクールで進歩的な教育を受けていた。そんな東京都心の裕福なブルジョア家庭に生まれたシヅエは、日本文化・西欧文化の両方に接して育つ。女子学習院中等科に進学。同級生にタレントで自民党参議院議員の藤原あきがいた。

## 来歴

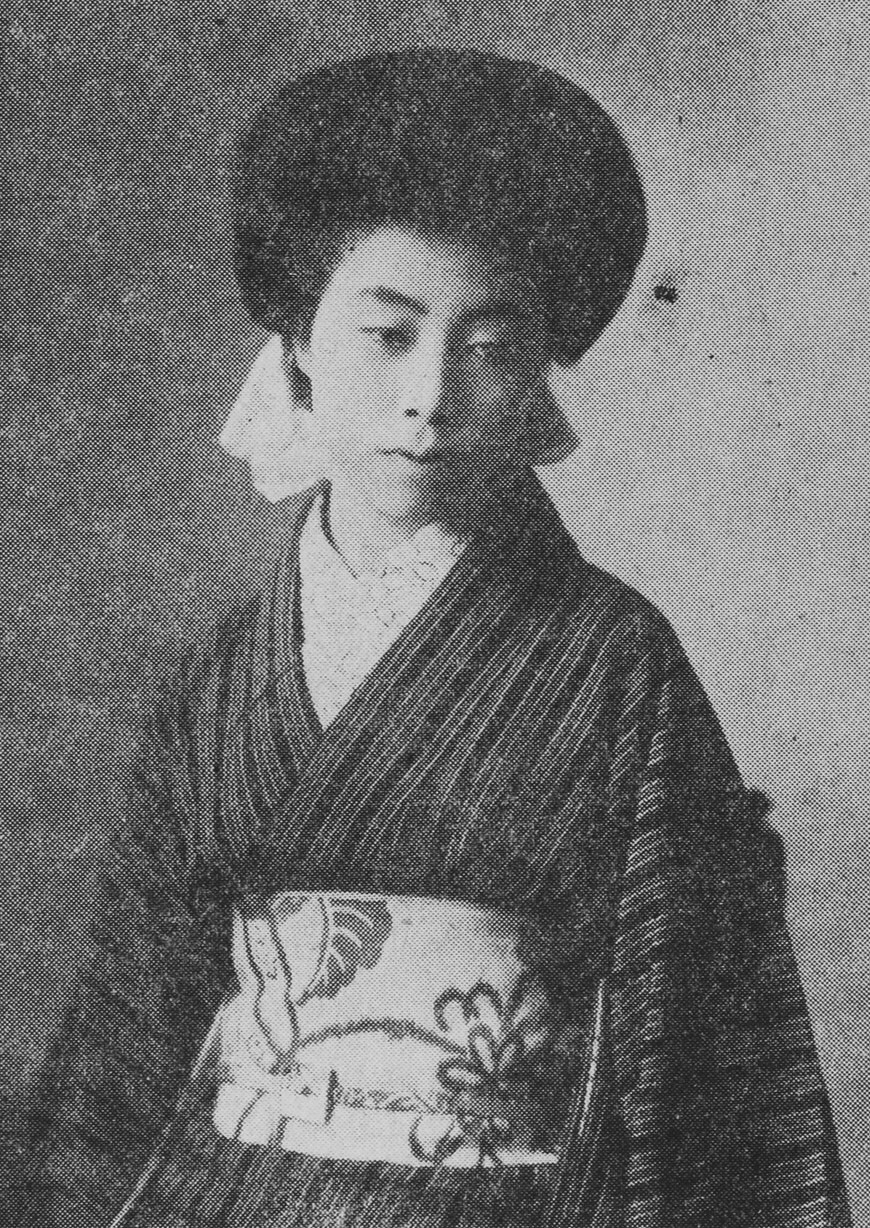
1914年撮影

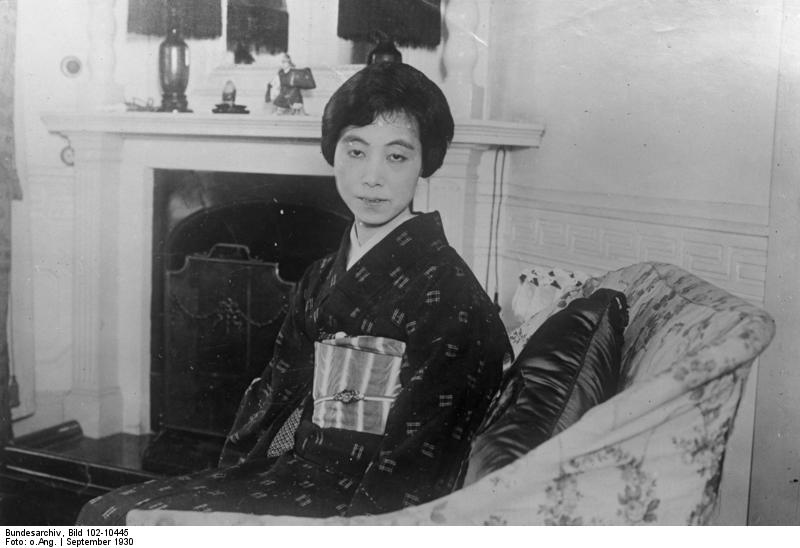
石本男爵夫人時代のシヅエ。1930年

1914年、女子学習院卒業。当時17歳であった静枝は、卒業直後27歳の華族・石本恵吉男爵（石本新六男爵令息）と結婚、これにより男爵夫人となる。男爵はキリスト教的ヒューマニズムに傾倒しており、リベラルで社会運動に熱心であった。男爵は三井財閥系の三井鉱山に在籍しており、労働者の実態調査で福岡県の三井三池炭鉱へ赴任する。新婚早々炭鉱町に移り住むことになり、悲惨な炭鉱労働者の生活を知る。その後、夫妻は神奈川県鎌倉市へ転居する。当時のロシア革命の影響を受け、マルクス主義、社会主義に感化され労働者の改善が必要であると確信する。

### アメリカ移住
夫の石本男爵が労働問題の研究でアメリカへ渡ると、夫の後を追い二人の幼子を母親の実家に預け、1919年2月に22歳で渡米。サンフランシスコまで渡航しそこからニューヨークまで外遊した。夫は国際労働機関の日本加入のコンサルタント、通訳のためワシントンD.C.へ去ったため職業婦人になることを勧められ、ニューヨークのバラード・スクールで学びながら低所得者アパートメントで一人暮らしをする。後に秘書学コースを優等で卒業する。その頃から、周辺の社会主義者らと親交を持つようになり、後に中国革命軍に同行し世界に名を馳せたジャーナリストのアグネス・スメドレーを介して貧民街での産児調節運動を啓蒙するマーガレット・サンガーと出会う。妊娠と堕胎から女を守るというサンガーの思想が炭鉱町にも必要であることを痛感し、望まない妊娠の悲劇を防ぐために日本での運動を決意する。シヅエはサンガーとこの後も親交を持ち、「生涯の師」として仰いでいた。

### 産児制限運動

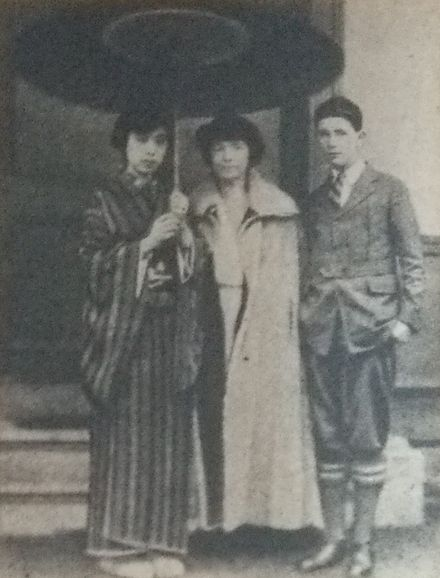
1922年に訪日したマーガレット・サンガーとともに

帰国直後、1922年に社会運動に理解のあった夫と共にマーガレット・サンガーの来日を接待と通訳を務める。この時講演会などを大々的に行い、これを機に日本での産児調節運動をスタートさせた。母体保護の重要性を説くだけでなく、当時流行していた優生学的な「不良な子孫の出生の防止」を訴えた。
1931年に日本産児調節婦人連盟を設立し、会長に就任する。（高山正之によれば、避妊・中絶のほか、断種も主張した。その2年後、ドイツで遺伝病根絶法を定めて、強制断種を始めると、先を越されて悔しがったという）。1934年に、産児制限相談所を開設。1932年と1936年にはアメリカへも講演旅行を行った。その一方で、石本男爵は満州に赴任。その際に革命後のソ連への入国を図るが失敗。戦争が勃発し日中戦争によって産児制限相談所は閉鎖される。長男・新は出征し、次男・民雄は結核で病死。音信不通になった夫の負債のために自宅を売却することになり、ついに離婚を決意。
1944年3月に別居中だった夫と離婚が成立し、同年11月労働運動家の加藤勘十と結婚。
1945年3月30日、48歳で長女の多喜子を出産した。

## 国会議員として

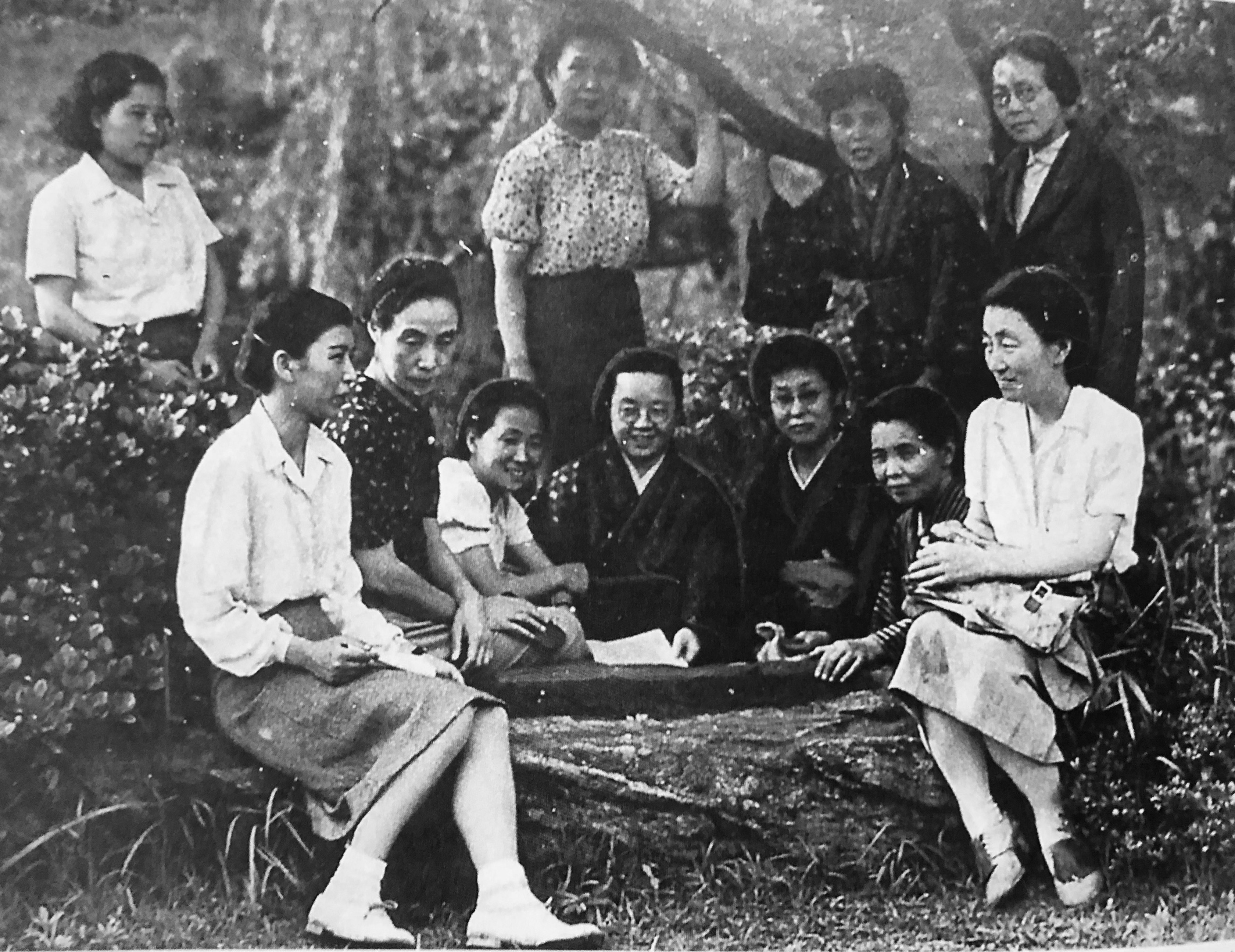
婦人民主クラブの中心メンバー（1946年撮影）。前列左から一人おいて、加藤シヅエ、厚木たか、宮本百合子、佐多稲子、櫛田ふき、羽仁説子。後列左から一人おいて、関鑑子、藤川幸子、山室民子。

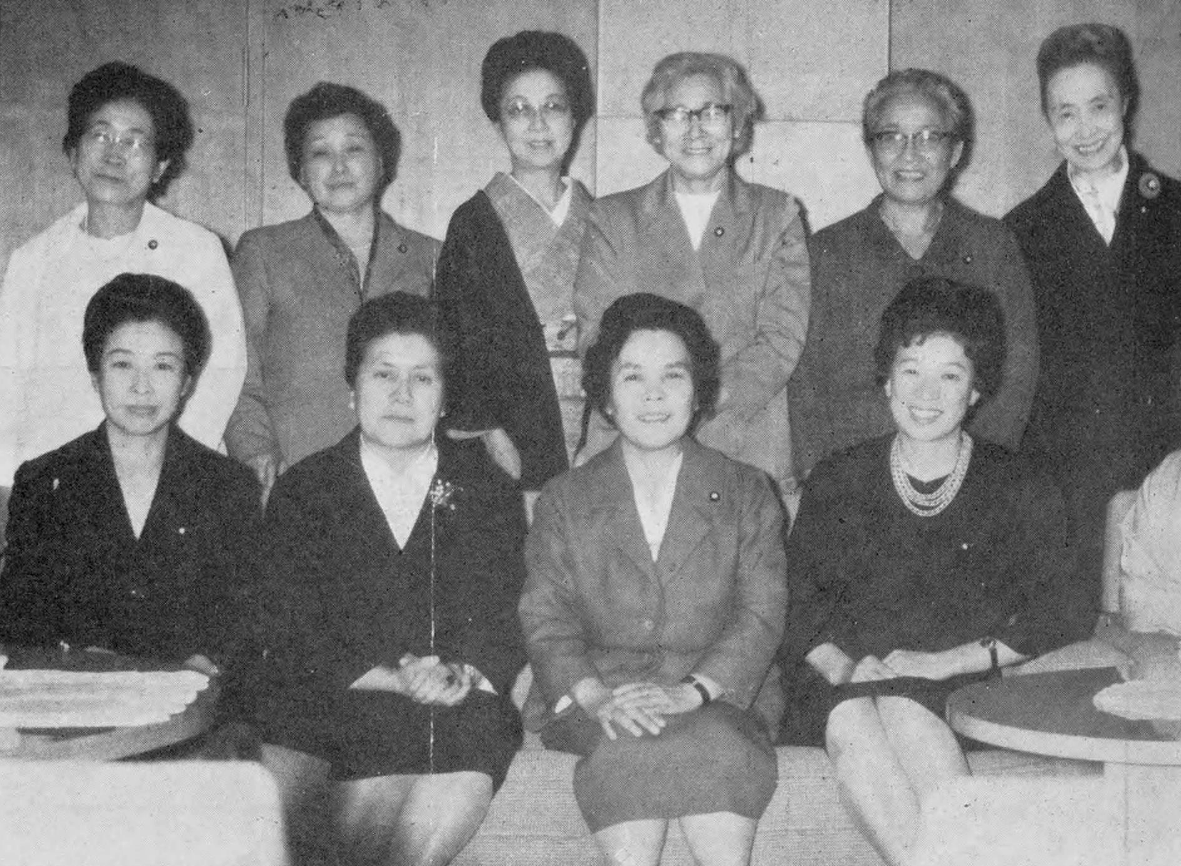
1963年12月11日、衆参婦人議員懇談会が参議院の議長公邸で開かれた。前列左から、粟山ひで、戸叶里子、本島百合子、山口シヅエ。後列左から、林塩、千葉千代世、中上川アキ、市川房枝、藤原道子、加藤シヅエ。

1945年11月、加藤、羽仁説子、宮本百合子、佐多稲子、山室民子、山本杉、赤松常子、松岡洋子の8人が呼びかけ人となり、婦人団体結成に向けた運動を開始。準備会が重ねられ、1946年3月16日、「婦人民主クラブ」の創立大会が神田共立講堂で行われた。初代委員長には松岡が就いた。
同年4月の第22回衆議院議員総選挙にGHQの要請を受けて立候補し、戦後初の総選挙で日本社会党から衆院議員に最高得票当選（初の女性代議士39名の中の1人）、日本初の女性国会議員となる。一緒に当選した夫・加藤堪十とともに政界入りする。彼女の選挙公約は、家族計画、女性の社会・経済的地位の向上などで構成されたシヅエはアメリカ式の自由民主主義の導入を強調した。
また、1947年5月には、緑化運動家・津村卓司の肝いりで社団法人緑十字社を設立、戸叶里子、松谷天光光、山口シヅエらとともに緑十字運動を始めた。同運動は、荒れた国土と疲れた国民に元気を与え、全国の母親の愛情で祖国を緑化し、母子の厚生を図るというもので、全国から会員を募り、その会費で農山村での植林や、母乳不足に悩む母子のための「母の牧場と子供の施設」を建設する計画であった。
GHQの指導に従って産児制限の立法化を図り、GHQの後ろ盾とクラレンス・ギャンブルの資金援助も得た。1947年12月には人工妊娠中絶と不妊手術を合法化する目的で、優生保護法の法案を福田昌子と太田典礼の3人で提出する。法案の提案理由として、加藤は戦後の人口増加と共に、以前の国民優生法が「実際には悪質の遺伝防止の目的を達することが、ほとんどできないでいる」事を挙げた。翌年に優生保護法は成立した。後年、この法律による不妊手術を受けさせられた人々が国を相手取り賠償訴訟を次々と起こすことになる。
1948年12月、繊維疑獄事件に関する問題に関し、衆議院不当財産取引調査特別委員会に夫の勘十とともに証人喚問された。
1950年、第2回参議院議員通常選挙に全国区より当選、売春防止法や公害防止法の成立に尽力した。後1974年7月の政界引退まで参議院議員となる。
1954年、日本家族計画連盟を結成。
1966年、日本社会党の佐々木更三委員長が成田国際空港建設予定地入りし、「社会党は空港建設阻止のために闘い抜く」と演説。日本社会党の党大会でも反対決議を行うなど成田国際空港建設に反対する成田闘争に参加。用地買収を複雑にするために一坪地主となった（その後、社会党は成田国際空港建設を支持）。
1970年春、勲二等宝冠章受章。
1974年、日本家族計画連盟の会長に就任する。

## 晩年
1974年、7月の参議院選挙での落選を契機に政界を引退。
1979年、日本社会党を離党。
その後は、1980年代には社会民主連合（社民連）・民社党を支援して、1990年代以降は日本新党や新生党・新進党などを支援した。
1988年に、国連人口賞を受賞。
1993年に、女性のための政治スクール名誉校長に就任。
1995年に、家族計画国際協力財団（現在の国際協力NGOジョイセフ）の会長となる。
2001年12月22日、呼吸不全のため104歳で没した。翌年にシンガーソングライターのさだまさしが「勇気凛々～故 加藤シヅエ先生に捧ぐ～」という楽曲を出している。加藤はさだの代表曲である関白宣言がお気に入りで、「男はこれでよろしい、女もこれでよろしい、愛はこうでよろしい」とさだにエールを送ったこともあった。墓所は台東区瑞輪寺。

## 年譜
- 1897年（明治30年）3月2日 - 東京府（現東京都）で誕生する。
- 1914年（大正3年） - 女子学習院中等科を卒業する。12月23日、27歳の石本恵吉男爵と結婚する。
- 1917年（大正6年）- 6月、長男・新（あらた）が生まれる。
- 1918年（大正7年） - 10月、次男・民雄が生まれる。
- 1919年（大正8年） - 渡米。ニューヨークの秘書養成学校バラード・スクールに学ぶ[26]。
- 1920年（大正8年） - 米国より渡欧。夫とともに欧州各地を巡り、秋に帰国[26]。
- 1921年（大正9年） - 夫と朝鮮・中華民国旅行[26]。
- 1924年（大正13年） - 夫と再渡米、２か月滞在後渡欧[26]。
- 1931年 （昭和6年）- 日本産児調節婦人連盟を設立する。
- 1932年 - アメリカ合衆国へ講演旅行[26]。
- 1934年（昭和9年） - 産児制限相談所を開設する。
- 1937年（昭和12年） - 米国へ講演旅行[26]
- 1943年（昭和18年） - 次男・民雄が結核のため死去。
- 1944年（昭和19年）3月 - 離婚する。
- 同年11月 - 加藤勘十と結婚する。
- 1945年（昭和20年）3月30日 - 娘・タキ誕生。
- 1946年（昭和21年）4月 - 第22回衆議院議員総選挙で当選する。
- 1947年（昭和22年）4月 - 第23回衆議院議員総選挙で再選される。
- 1947年12月- 優生保護法案を提出する。
- 1949年（昭和24年）1月 - 第24回衆議院議員総選挙で落選する。
- 1950年（昭和25年） - 第2回参議院議員通常選挙で当選する。
- 1951年（昭和26年）2月 - 石本恵吉が死去する。
- 1954年（昭和29年） - 日本家族計画連盟を結成する。
- 1956年（昭和31年） - 第4回参議院議員通常選挙で再選される。
- 1962年（昭和37年） - 第6回参議院議員通常選挙で再選される。
- 1968年（昭和43年） - 第8回参議院議員通常選挙で再選される。
- 1970年（昭和45年） - 勲二等宝冠章受章。
- 1974年（昭和49年） - 日本家族計画連盟の会長に就任
- 1974年7月 - 第10回参議院議員通常選挙に落選、政界引退。
- 1975年（昭和50年） - 勲一等瑞宝章受章。
- 1978年（昭和53年）9月 - 加藤勘十が死去する（享年86）。
- 1979年（昭和54年） - 日本社会党を離党する。
- 1987年（昭和62年） - 初孫・彰が生まれる。
- 1988年（昭和63年）- 国連人口賞を受賞する。
- 1993年（平成5年） - 女性のための政治スクール名誉校長に就任する。
- 1995年（平成7年） - 家族計画国際協力財団（現在の国際協力NGOジョイセフ）の会長に就任する。
- 1997年（平成9年） - 東京都名誉都民の称号を贈呈される。
- 2001年（平成13年）12月22日 - 呼吸不全のため死去。墓所は台東区瑞輪寺。

## 親族
- 父：廣田理太郎（実業家）
- 夫：加藤勘十（政治家）
- 前夫：石本恵吉（華族・男爵）
- 長女：加藤タキ（コーディネーター）
- 叔父：廣田精一（工学博士）
- 叔父：鶴見祐輔（第25代厚生大臣）
- 従兄：鶴見憲（熱海市長）
- 従兄：鶴見良行（龍谷大学教授）
- 従姉：鶴見和子（上智大学名誉教授）
- 従弟：鶴見俊輔（政治運動家）
- 長男：石本新（東京工業大学教授）[注釈 1]

## 栄典

### 勲章
- 勲二等宝冠章（宝冠牡丹章） - （1970年）
- 勲一等瑞宝章（瑞宝大綬章） - （1975年）

### 受賞歴
- 国連人口賞（1988年）
- エイボン女性年度賞（1990年）
- ブラウン大学総長特別賞（1995年）
- 日本エッセイスト・クラブ賞（1997年）
- 加藤シヅエ賞（1996年）
- 東京都名誉都民（1997年）
- 中華人口賞（1998年）

## 加藤シヅエを演じた女優
- うつみ宮土理（1996年、憲法はまだか）
- 三谷悦代（2012年、負けて、勝つ 〜戦後を創った男・吉田茂〜）

## 作品

### 著作
- 『産児制限と婦人』1946年、読売新聞〈よみうり叢書3〉、全国書誌番号:46011323
- 『汝が名は母：わが半生の記』1948年、国民社、全国書誌番号:49006421
- 『ゆたかな生活を築くために : 受胎調節の実際的方法』1950年、大日本雄弁会講談社、全国書誌番号:50001837
- 『ひとすじの道』1956年、ダヴィッド社、全国書誌番号:57000070
- 『国土自然保護について』大石武一と共著、1972年、尾崎行雄記念財団、全国書誌番号:77101230
- 『ある女性政治家の半生』1981年、PHP研究所、全国書誌番号:82006154
- 『想い出のふる』1984年、自由書館、全国書誌番号:85014136
- 『ふたつの文化のはざまから : 大正デモクラシーを生きた女』船橋邦子（訳）
  - 初版1985年、青山館、全国書誌番号:86048742
  - 2版1994年、不二出版、全国書誌番号:94073051
- 『愛は時代を越えて』1988年、婦人画報社、〈女の自叙伝〉、全国書誌番号:89008136
- 『最愛のひと勘十へ：加藤シヅエ日記』船橋邦子（編）、1988年、新曜社、全国書誌番号:88052649
- 『愛・仕事・子育て 〜すべてが生活』加藤タキと共著、1989年、大和書房、ISBN 4-479-01043-2（新装版1996年、ISBN 4-479-01092-0）
- 『愛する「日本」への遺言』1995年、書苑新社、〈Voice books 3〉、ISBN 4-915125-72-6
- 『百歳の幸福論：悔いなく今日を生きるための知恵』1996年、大和書房、ISBN 4-479-01088-2
- 『加藤シヅエ百歳：愛と勇気の言葉の記録』堤江実（編著）、1996年、婦人画報社、ISBN 4-573-21043-1
- 『生きる：百歳人加藤シヅエ』1997年、日本放送出版協会、ISBN 4-14-005270-8　第45回日本エッセイスト・クラブ賞受賞
- 『加藤シヅエ：ある女性政治家の半生』1997年、日本図書センター、〈人間の記録12〉、ISBN 4-8205-4251-6
- 『加藤シヅエの遺言』1997年、求龍堂、ISBN 4-7630-9709-1
- 『加藤シヅエ104歳の人生：大きな愛と使命に生きて』加藤タキと共著、2002年、大和書房、ISBN 4-479-01146-3
- 『加藤シヅエ凛として生きる：104歳の人生が遺したもの』加藤タキと共著、2002年、大和書房、ISBN 4-479-01159-5
- 『産兒制限は是か否か?』田中耕太郎・式場隆三郎と共著、出版年不詳、農村文化協議會、放送討論會記録1、全国書誌番号:20856792

### 翻訳
- 火野葦平『麦と兵隊』英訳、Wheat and soldiers, Baroness Shidzué Ishimoto.(New York [etc.] Farrar & Rinehart, inc. [c1939])
- メリー・ビアード『日本女性史』1953年、河出書房
  - 2008年、クレス出版、〈日本女性史叢書22〉に再録